# Montelparo
Montelparo: Olaszország, Marche régió, Fermo megye.

## Története
Montelparo egy dombon, az Aso és az Ete folyók közt található. Területén az ókori picenumi törzs temetkezési helyét találták meg.

## Látnivalók
- Chiesa S. Agostino e Convento (1688)
- Palazzo Comunale (XVII. sz. vége - XVII. sz eleje)
- Porta del Sole (XIV. sz.)
- Chiesa S. Gregorio Magno (1615)
- Chiesa S. Michele Arcangelo (XII. sz., XVI. sz., XVIII. sz.)
- Chiesa S. Maria Novella (XIII. sz.), az oltárfestmény Vincenzo Pagani műve
- Chiesa di Santa Maria in Camurano

## Ünnepek, események
- Festa di San Paolino e Festa ritorno degli emigrati
- Festa de la 'nzegna (augusztus első fele)
- Sagra del Baccalà di S. Antonio